# پارک ایل-کاپ
پارک ایل-کاپ (انگلیسی: Park Il-kap; ۱ نوامبر ۱۹۲۳ – ۱۱ سپتامبر ۱۹۸۷) بازیکن و مربی فوتبال اهل کره جنوبی بود.
وی همچنین در تیم ملی فوتبال کره جنوبی بازی کرده‌است.